# Golden Trumpets & Silver Saxophones/Music We Love
Golden Trumpets & Silver Saxophones/ Music We Love utkom 1979 och är ett album med den kristna gruppen Samuelsons. Albumet innehåller instrumentala versioner av både andliga och profana sånger. Inspelad i RCA, CBS och Woodland Sound Studios i Nashville samt Park Studio och Europa Film Studios i Stockholm. Arrangerad av Jard Samuelson och Stephan Berg. Producerad av Jard Samuelson.

## Låtlista

### Sida 1
1. Ge ditt liv (Give Them All) (3:04)
2. You are the Sunshine of My Life (3:38)
3. O vilken nåd (Londonderry Air) (3:29)
4. Let Me Be There (2:51)
5. Låt mig få tända ett ljus (Let Me Light A Candle) (3:12)
6. Jag vill segla (Sailing) (3:55)

### Sida 2
1. Gång efter gång (One of a Million) (2:19)
2. Jag har en vän (Something Stupid) (3:05)
3. Min Jesus lever (Because He Lives) (3:47)
4. Jag vill vara där du är (Moody Blue) (3:40)
5. Någonstans bland alla skuggorna (Standing In The Shadows) (3:53)
6. Du är allt för mej (You're My World) (3:53)

## Medverkande
- Piano - Ron Oates/Bill Pursell/Stephan Berg/Kjell Öhman
- Orgel - Ron Oates/Bill Pursell/Stephan Berg/Kjell Öhman
- Bas - Jack Williams/Rutger Gunnarsson/Janne Bergman/Mike Watson/Backa Hans Eriksson/Sam Bengtsson
- Trummor - Farell Morris/Larrie Londin/Ola Brunkert/Roger Palm/Joakim Andersson/Kenny Malone/Douglas Westlund
- Percussion - Farrell Morris/Douglas Westlund/Jan Bandell
- Elgitarr - Reggie Young/Jim Colvard/Hasse Rosén/Janne Schaffer/Lasse Westmann/Dale Sellers/Lasse Wellander/Steve Gibson
- Klavinett - Kjell Öhman/Ron Oates/Bill Pursell/Stephan Berg
- Akustisk gitarr - Hasse Rosén/Lasse Westmann/Bobby Thompson/John Darnell
- Steelguitar - Curly Chalker/Weldon Myrick
- Munspel - Charlie McCoy/Luciano Mosetti
- Saxofon - Ulf Andersson
- Trumpet - Luciano Mosetti
- Backup - Samuelsons/Rick Powell Strings/Sven-Olof Walldoff
- Arrangör - Rick Powell/Stephan Berg/Jard Samuelson
- Producent - Jard Samuelson